# Lądowisko Poznań-Szwajcarska
Lądowisko Poznań-Szwajcarska – lądowisko sanitarne w Poznaniu, w województwie wielkopolskim, przy ul. Szwajcarskiej 5. Przeznaczone jest do wykonywania startów i lądowań śmigłowców sanitarnych i ratowniczych w dzień i w nocy o dopuszczalnej masie startowej do 5700 kg.
Zarządzającym lądowiskiem jest Wielospecjalistyczny Szpital Miejski im. J. Strusia w Poznaniu. W roku 2012 zostało wpisane do ewidencji lądowisk Urzędu Lotnictwa Cywilnego pod numerem 103
Podczas oficjalnego jego otwarcia, udział wzięli m.in.: wicewojewoda wielkopolski Przemysław Pacia oraz prałat Jan Stanisławski.